# Marston Montgomery
Marston Montgomery – wieś w Anglii, w hrabstwie Derbyshire, w dystrykcie Derbyshire Dales. Leży 22 km na zachód od miasta Derby i 196 km na północny zachód od Londynu.